# Emboîtage élastique

Principe de l'emboîtement élastique : on considère que la poutre droite de longueur h est déformée en son extrémité d'une longueur e

L'emboîtage élastique est un mode d'assemblage (une emboîture) où les éléments sont déformés lors de l'introduction. Après la construction, il n'y a plus de contraintes et les éléments ne peuvent plus être séparés. La vue en coupe ci-contre en expose graphiquement le principe : la pièce bleue (pièce mâle) ne peut manifestement plus bouger sans déformer la pièce verte (pièce femelle).

## Usages
Les jouets Playmobil font un usage extensif de cette méthode d'assemblage : tous les accessoires sont maintenus dans les mains des personnages par emboîtement élastique réversible ; les pièces s'emboîtent fréquemment par un emboîtage élastique irréversible.  Cette technique ne doit pas être confondue avec le  frettage des pièces Lego.
L'industrie du plastique fait force usage de cette technologie.  Les moules peuvent admettre des formes complexes sans augmenter démesurément le coût de fabrication.  Une conception astucieuse permet de rendre les pièces mâle et femelle démoulables.  Dans le cas des pièces frittées couche à couche (prototypage rapide), la forme peut être quelconque.
Cette méthode de montage peut être utilisée quand on ne dispose pas d'un accès d'un des côtés du trou à embrocher ou bien quand l'assemblage doit être démontable.
Les atouts principaux de ce système sont que du point de vue de l'utilisateur, il peut se réaliser sans outils, ne nécessite pas de connaissances techniques et que les efforts sont adaptés aux besoins.

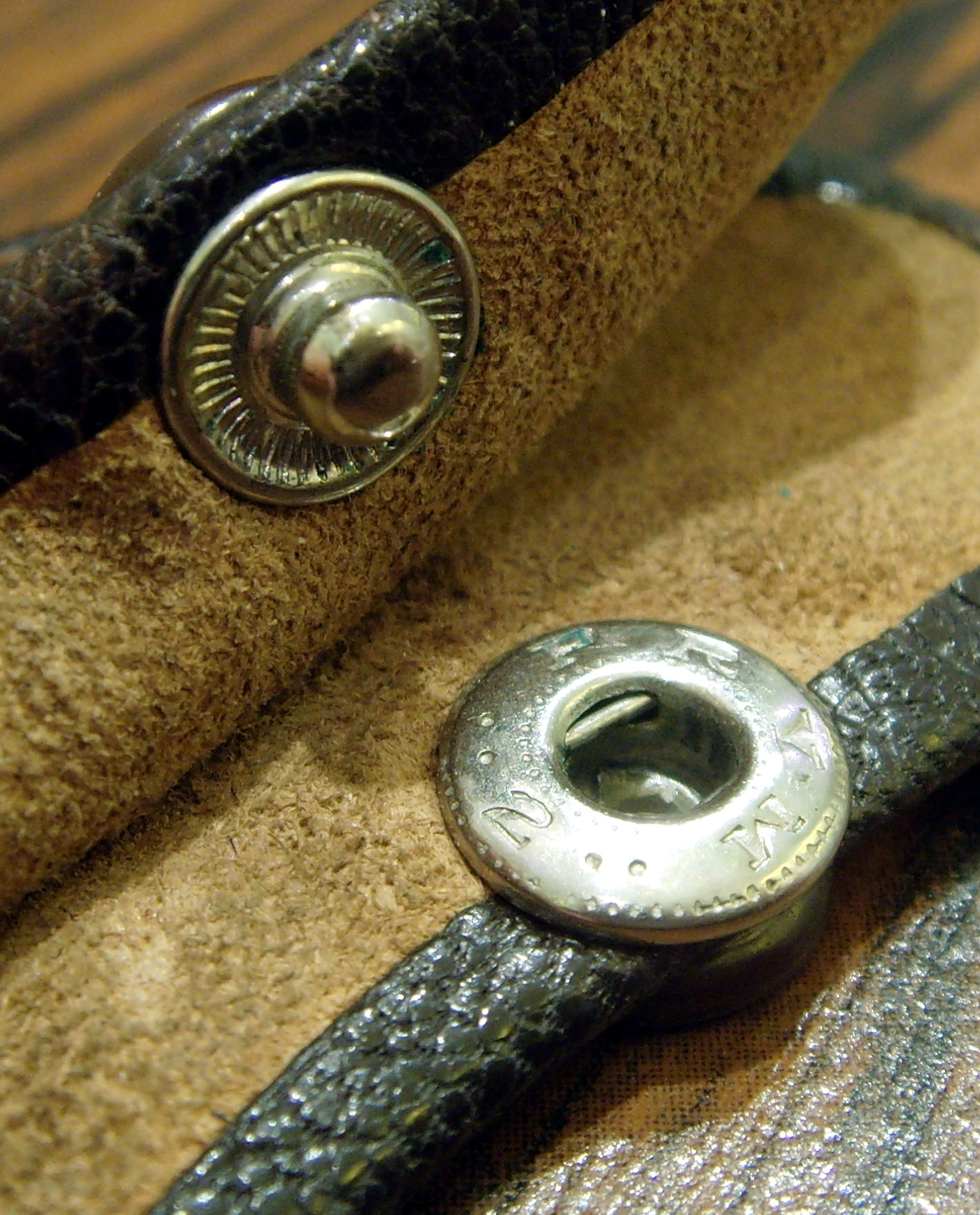
Bouton-pression

 Le bouton-pression est un emboîtage élastique réversible inventé par Bertel Sanders (Danemark) en 1885 (les Allemands l'attribuent à Heribert Bauer (breveté le 5 mars 1885)).

## Généralités techniques

### Effort d'emboîtage / déboîtage
L'utilisateur ne déforme pas directement la pièce verte mais pousse la pièce bleue dans le trou (ou alésage) prévu à cet effet. 
Ainsi, l'effort nécessaire va varier en fonction de la longueur h, de l'écartement e et de l'angle a entre la direction du mouvement et celui de la surface de contact entre les deux pièces.
on écrit mathématiquement, 
{\displaystyle {F_{N}}=\left(3EI\right){\frac {e}{h^{3}}}{\color {Blue}\tan a}}
En faisant varier la pente, on ajuste l'effort aux besoins.

### Réversibilité

principe de réversibilité selon la forme

(A) Le mécanisme peut être irréversible en utilisant une surface normale au sens du mouvement dans le sens de la sortie tout en gardant une surface de contact inclinée dans le sens de l'entrée.  La direction des forces de contact n'étant pas la même, la rigidité de l'ensemble monté est garantie malgré une faible force d'assemblage.
(B) Pour assurer un déboîtage facile, il suffit de prévoir une surface inclinée des deux côtés mais alors l'assemblage est moins rigide.
(C) Lorsque le démontage doit rester possible mais qu'il ne doit pas se faire sous un effort dans l'axe d'emboîtage, un dispositif permettant de déformer directement la pièce verte peut être prévu.

### Nature de l'assemblage
L'assemblage peut être glissant ou serré, le jeu entre les deux pièces une fois assemblées étant indépendant du dispositif d'emboîtage.

## Autres noms
L'emboîtage élastique est souvent nommé de façon créative : 
- Emboîtement élastique
- Encliquetage
- en anglais, Snap fit